# فرانسوا نائویاما
فرانسوا نائویاما (فرانسوی: François Naoueyama‎؛ زادهٔ ۳۱ ژانویهٔ ۱۹۵۷) بازیکن بسکتبال اهل جمهوری آفریقای مرکزی بود. وی در بازی‌های المپیک تابستانی ۱۹۸۸ شرکت کرده‌است.